# Kommunalvalet i Gnosjö 2002
Kommunalvalet i Gnosjö 2002 hölls den 15 september 2002, samtidigt som riksdags- och landstingsvalet.

## Kommunalvalet
| Parti                | Parti                | Röster        | Röster | Röster | Mandatfördelning | Mandatfördelning |
| Parti                | Parti                | Antal         | %      | +− %   | Antal            | +−               |
| -------------------- | -------------------- | ------------- | ------ | ------ | ---------------- | ---------------- |
|                      | Socialdemokraterna   | 1 694         | 30,3   | +3,4   | 13               | +2               |
|                      | Kristdemokraterna    | 1 581         | 28,2   | -0,2   | 12               | +-0              |
|                      | Moderaterna          | 963           | 17,2   | -1,8   | 7                | -1               |
|                      | Centerpartiet        | 713           | 12,7   | +2,3   | 5                | +1               |
|                      | Folkpartiet          | 408           | 7,3    | +0,8   | 3                | +-0              |
|                      | Miljöpartiet         | 118           | 2,1    | -0,5   | 1                | +-0              |
|                      | Ny Framtid           | 44            | 0,7    | +0,7   | 0                | +-0              |
|                      | Vänsterpartiet       | 36            | 0,6    | -0,2   | 0                | +-0              |
|                      | Övriga partier       | 31            | 0,5    | —      | 0                | —                |
| Antal giltiga röster | Antal giltiga röster | 5 588         | 100    | —      | 41               | —                |
| Ogiltiga röster      | Ogiltiga röster      | 91            |        |        |                  |                  |
| Totalt               | Totalt               | 5 679 (76,1%) |        |        |                  |                  |